# Bogumil Dawison

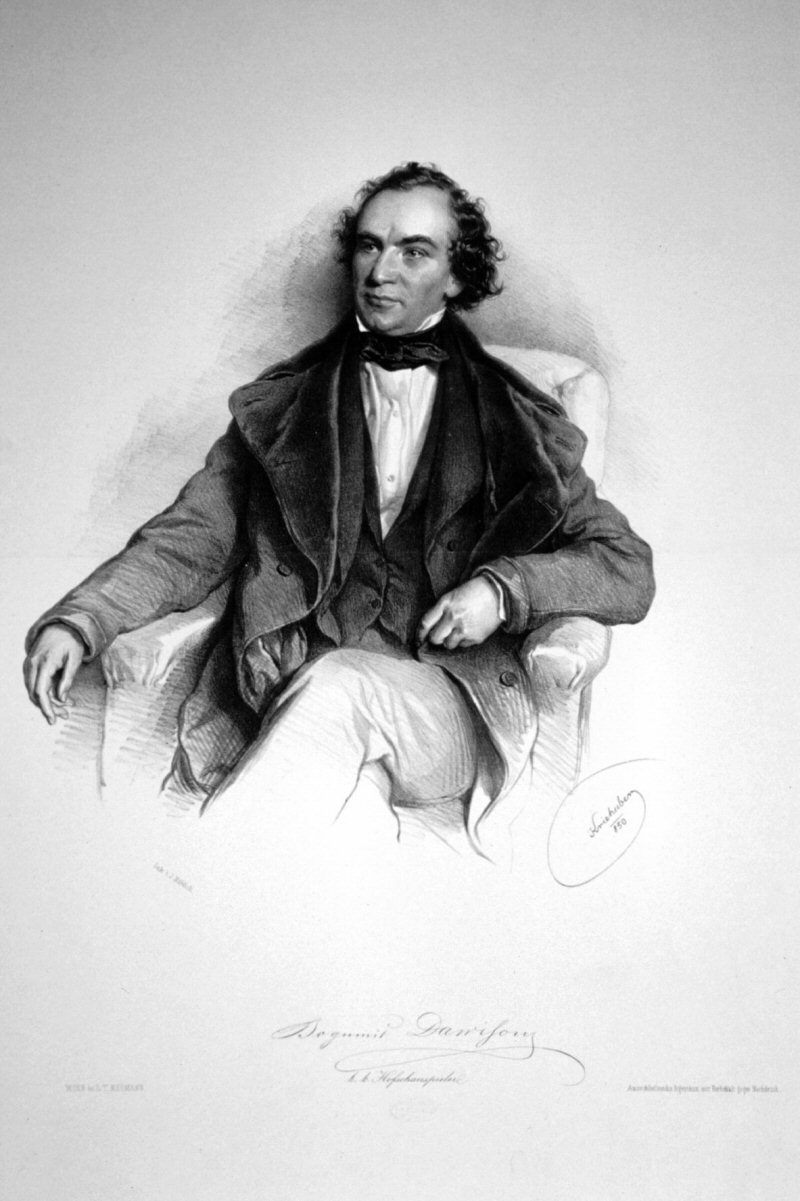
Bogumil Dawison, Lithographie von Josef Kriehuber, 1850

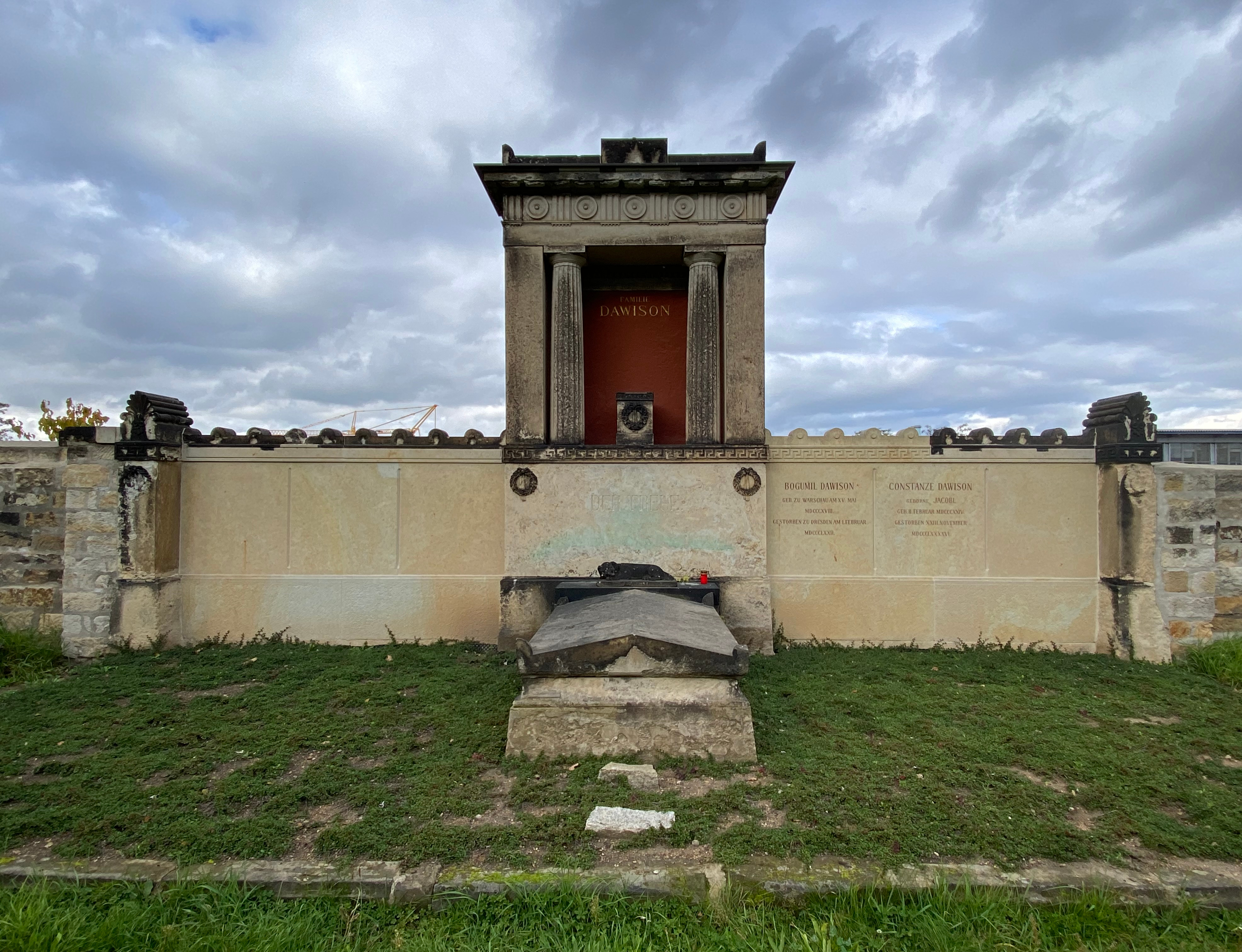
Grab der Familie Dawison auf dem Alten Annenfriedhof in der Südvorstadt in Dresden

Bogumil Dawison (* 15. Mai 1818 in Warschau; † 1. Februar 1872 in Dresden) war ein polnisch-deutscher Schauspieler.

## Leben
Dawison stammte aus einer armen jüdischen Familie in Warschau, wo er eine entbehrungsreiche Jugend erlebte. Er bestritt seinen Lebensunterhalt als Kopist, Schildermaler, Schreiber und Rezensent. Er lernte im Selbststudium Deutsch und Französisch.
1837 debütierte er am polnischen Theater seiner Heimatstadt. 1841 wurde er durch Gastspiele von Julie Rettich und Ludwig Löwe veranlasst, von der polnischen zur deutschen Bühne zu wechseln. Über Lemberg (heute Lwiw) und das Hamburger Thalia-Theater kam er 1849 an das Burgtheater in Wien, wo Heinrich Laube den Wechsel in das Charakterfach förderte. Sein egozentrisches Verhalten führte zum Zerwürfnis mit Laube. Dawison selbst förderte indessen den jungen Schauspieler Siegwart Friedmann in Wien. Gastspiele führten Dawison in den 1850ern und 1860ern u. a. nach Leipzig, Dresden, Berlin (sowie an den Hof in Potsdam, wobei ihm der Preußische König in Anerkennung seiner künstlerischen Leistung eine „werthvolle goldene Tabatiére“ zukommen ließ), Weimar, Breslau, Prag, München, Augsburg, Paris, St. Petersburg, Pest (heute Budapest), Magdeburg, Schwerin, Nürnberg und Warschau.
1857 erhielt er, wohl in Anerkennung einiger Benefizveranstaltungen Dawisons, die „goldene Civil-Verdienstmedaille“ vom Großherzog von Sachsen-Weimar. Am 15. April 1859 wurde ihm die „goldene Verdienstmedaille für Kunst und Wissenschaft“ vom Großherzog von Hessen-Darmstadt verliehen, 1866 die „goldene Medaille für Kunst und Wissenschaft“ vom Großherzog Mecklenburg-Schwerin.
1854 bis 1864 war er in Dresden engagiert, wo er auch in Unfrieden und im Streit mit Karl August Ludwig Quanter schied. Anlässlich seines Ausscheidens aus der Kgl. Hofbühne in Dresden berichtet die Zeitschrift Blätter für Musik, Theater und Kunst, Dawison sein in den 10 Jahren „an 566 Abenden 597 mal gespielt“. Seit 1864 befand er sich auf sehr erfolgreichen Gastspielreisen, die ihn 1866 und 1867 auch nach Amerika führten. Die Presse berichtet 1867, Dawison habe „in Amerika während 8 Monate an 76 Abenden in 30 verschiedenen Rollen gespielt“. Durch Überanstrengung körperlich und geistig gebrochen, kehrte er, der Kunst verloren, nach Dresden zurück und starb dort am 1. Februar 1872. Der Schauspieler wurde auf dem Alten Annenfriedhof in der Dresdner Südvorstadt begraben.
Er war ein bedeutender Charakterschauspieler (Shylock, Mephisto, Franz Moor).
Dawison war ab 1848 in erster Ehe mit der polnischen Schauspielerin Wanda Ostoja-Starzewska († 1859) verheiratet, mit der er einen Sohn hatte. In zweiter Ehe ab 1861 war er mit der Sängerin und Pianistin Constanze Jacobi (1824‒1896) verheiratet. Sie war eine Schülerin Henriette Bünau-Grabaus und Robert Schumanns am Leipziger Konservatorium, Schumann widmete ihr seine Drei Gesänge aus Lord Byrons Hebräischen Gesängen für eine Singstimme mit Begleitung der Harfe oder des Pianoforte op. 95.

## Zeitgenössische Rezeption
„D. trat geradezu meteorartig auf, und wirkte sein Spiel, namentlich in den fünfziger Jahren, revolutionär.“

Auswahl von Zeitschriftenaufsätzen über Dawison aus dem 19. Jahrhundert:
- Abendblatt der Wiener Zeitung vom 3. August 1850, S. 727 (Digitalisat).
- "Bogumil Dawison. k.k. Hofschauspieler in Wien", in: Ilustrirte Zeitung Nr. 469 vom 26. Juni 1852, S. 414 (Digitalisat).
- "Bodumil Dawison's Gastspiel auf dem leipziger Stadttheater", in: Ilustrirte Zeitung Nr. 613 vom 1. April 1855, S. 221(Digitalisat) (mit Abbildung – Zeichnung Eduard Kretzschmars – und einem Überblick über seine Rollen).
- Fremden-Blatt 9. Jg., Nr. 164 vom 14. Juli 1855, 3. nicht nummerierte Seite (Digitalisat).
- "Bogumil Dawison", in: Von Haus zu Haus: illustrirte Blätter für geistige Erholung und Anregung 1860, S. 40f., 54–56 (Digitalisat).
- Konstitutionelle Volks-Zeitung vom 16. Juni 1867, 10f. nicht nummerierte Seite (Digitalisat) (ausführlicher Bericht und Statistik zu seiner Amerika-Reise 1867 sowie im Fremden-Blatt vom 18. Juni 1867).
- Nachruf in der Grazer Zeitung vom 3. Februar 1872 (Digitalisat).
- "Bogumil Dawison's Wahnsinn", in: Zweite Beilage zu Nr. 88 der "Morgen-Post" vom 31. März 1872 (Digitalisat).
- "Erinnerungen an Bogumil Dawison", in: Blätter für Musik, Theater und Kunst 18. Jg., Nr. 39 vom 14. Mai 1872, S. 154 (Digitalisat).